# Una favolosa tenebra informe
Una favolosa tenebra informe o Einstein perduto (The Einstein Intersection) è un romanzo di fantascienza di Samuel R. Delany pubblicato nel 1967, vincitore del Premio Nebula e candidato al Premio Hugo.
Neil Gaiman ne ha scritto una prefazione per l'edizione della Wesleyan University Press del 1998, nella quale lo riassume in poche parole come «la storia di un giovane che va in una grande città, impara alcune semplici verità sull'amore, sul diventare adulti, e decide di tornare a casa» e lo definisce «un bellissimo libro, scritto in modo perturbante, capace di prefigurare molta narrativa che è venuta dopo e troppo a lungo trascurato», non solo buona sf ma «grande letteratura, poiché è una raffinata trascrizione di sogni, di storie e di miti».

## Storia editoriale
Il romanzo è stato scritto tra il settembre 1965 e il novembre 1966, a New York, Parigi, Venezia, Atene, Istanbul e Londra.
L'autore aveva scelto come titolo A Fabulous, Formless Darkness ma dovette accettare l'imposizione di un titolo diverso, più pulp. L'edizione italiana della Fanucci Editore del 2004 recupera l'intenzione originaria di Delany.

## Temi
Secondo Gaiman, Una favolosa tenebra informe è «un'analisi dei miti, del perché ne abbiamo bisogno, dell'esigenza di raccontarli e dell'influenza che essi esercitano su di noi, che li comprendiamo o meno. Ogni generazione rimpiazza quella che l'ha preceduta. Ogni generazione riscopre i racconti e le verità che l'hanno preceduta, li passa al setaccio, scopre da sola cosa è grano e cosa è pela, senza sapere o preoccuparsi o perfino comprendere che la generazione che le subentrerà, scoprirà a sua volta che alcune delle sue verità eterne erano poco più che mode passeggere».
Il romanzo «contiene idee che potevano uscire allo scoperto come sf, mentre non potevano farlo esplicitamente nella narrativa del reale, in particolare le idee riguardo alla natura del sesso e della sessualità».

## Edizioni
- Samuel R. Delany, The Einstein Intersection, Ace, 1967,  p. 142.
- Samuel R. Delany, Einstein perduto, traduzione di Maria Teresa Guasti, Galassia, n. 147, Casa Editrice La Tribuna, 1971.
- Samuel R. Delany, The Einstein Intersection, prefazione di Neil Gaiman, Wesleyan University Press, 1998,  p. 135.
- Samuel R. Delany, Una favolosa tenebra informe, traduzione di Paolo Prezzavento, prefazione di Neil Gaiman, Collezione Immaginario. Solaria, n. 11, Fanucci Editore, 2004,  p. 182, ISBN 88-347-0927-6.
- Urania Millemondi autunno - inverno 2017 , Editore: Mondadori